# Skaut Kwatermaster
Skaut Kwatermaster – komputerowa gra przygodowa stworzona przez polskiego producenta i dystrybutora LK Avalon na komputery Amiga i PC.
Gra charakteryzuje się prostą, komiksową grafiką. Celem gracza jest doprowadzenie do uwolnienia dziewczyny głównego bohatera zamkniętej w czołgu przez dwóch chuliganów.
Styl graficzny produkcji przypominał swoimi powyginanymi kształtami grę Day of the Tentacle wydaną przez LucasArts. Skaut Kwatermaster został nagrodzony Złotym Dyskiem, przyznawanym przez miesięcznik Świat Gier Komputerowych. Mimo niewielkiej liczby lokacji, doceniono humor gry, ciekawą postać bohatera i staranne wykonanie.
Wersja na PC wydana na CD-ROM miała mówione dialogi, lecz nagrane nieprofesjonalnie. Obie wersje sprzedały się w nakładzie ponad 20 tysięcy kopii